# Veliki požar u Londonu
Veliki požar u Londonu zahvatio je tadašnji Londonski City od subote 2. rujna do srijede 5. rujna 1666. godine.

## Povijest
Vatra je planula 2. rujna u kući kraljevskog pekara u ulici Pudding Lane nedaleko tadašnjeg londonskog mosta, zbog jakog vjetra brzo se proširila na okolne kuće.
Izgorilo je 13.200 kuća, 87 županijskih crkva i katedrala sv. Pavla. To je bila jedna trećina tadašnjeg još uvijek srednjovjekovnog grada opasanog rimskim bedemima u kom je većina kuća još bila drvena.
Požar ipak nije zahvatio kuće i palače po Westminsteru. 
Obnovu, koja je trajala više od deset godina, nadgledao je kao londonski nadzornik Robert Hooke.

## Vanjske poveznice
- Great Fire of London (engl.)